# 第216师团
第216师团（Dai-nihyakujūroku Shidan）是日本帝国陆军的一个步兵师团。它的代号是比叡10251兵团（Hiei 10251 Heidan）。该师团于1945年4月2日在京都组建。

## 行动
1945年6月11日，第216师团的部署基本完成。其下属三个步兵团都部署在宇土。到1945年8月15日日本投降时，该师团没有进行任何战斗。